# Du Bois (Nebraska)
Du Bois é uma vila localizada no estado americano de Nebraska, no Condado de Pawnee.

## Demografia
Segundo o censo americano de 2000, a sua população era de 166 habitantes.
Em 2006, foi estimada uma população de 149, um decréscimo de 17 (-10.2%).

## Geografia
De acordo com o United States Census Bureau, a localidade tem uma área de 1,2 km², sem área coberta por água.

## Localidades na vizinhança
O diagrama seguinte representa as localidades num raio de 24 km ao redor de Du Bois.